# 잭니클라우스골프클럽코리아
잭니클라우스골프클럽코리아(Jack Nicklaus Golf Club Korea)는 잭 니클라우스가 이끄는 니클라우스 디자인이 설계한 골프장이다. 대한민국 인천광역시에 위치해 있다.